# アイディス・クルオピス
アイディス・クルオピス（Aidis Kruopis、1986年10月26日 - ）は、リトアニア、ヴィリニュス出身の自転車競技（ロードレース）選手。